# I, Challenger
I, Challenger  es una película estadounidense de comedia de 2022, dirigida por Paul Boyd, que a su vez la escribió junto a Kara Scobey Brown, musicalizada por Misha Segal, en la fotografía estuvo Brooks P. Guyer y los protagonistas son James Duval, Coy Stewart y Tina Majorino, entre otros. El filme fue producido por Mirror Films y Scope Entertainment; se estrenó el 11 de enero de 2022.

## Sinopsis
Sid, un joven que pasa sus días con los videojuegos y vendiendo marihuana, está por ser desalojado. Desesperado por transformar su vida, implica a su compañero de juego, Logan, en la transmisión en vivo donde se sepulta a sí mismo.